# T-28 (Panzer)
Der T-28 ist ein mittlerer sowjetischer Mehrturmpanzer, der in der Sowjetunion in den 1930er Jahren entwickelt und gebaut wurde. Erstmals im Finnisch-Sowjetischen Krieg eingesetzt, kam er auch in der Anfangsphase des Zweiten Weltkrieges zum Einsatz.

## Vorgeschichte
Die Geschichte der sowjetischen Panzerentwicklung geht bis in die frühe Nachkriegszeit des Ersten Weltkriegs zurück. Die Ereignisse in Frankreich und Belgien am Ende des Ersten Weltkrieges hatten gezeigt, dass die Panzertechnologie in künftigen Kriegen große Relevanz haben würde. Doch noch waren sich nicht alle Militärs einig, wie man diese Technologie einzusetzen hatte und in den 1920er Jahren entstanden viele neue Konzepte. Ohne eigene große Industrieressource im metallurgischen Bereich wurden in der entstehenden Sowjetunion die Arbeiten anfänglich zumeist in Lokomotivenwerken durch weniger in der Fertigung von Panzerplatten, Verbrennungsmotoren und Waffentechnologie erfahrenen Ingenieuren ausgeführt. Als Orientierung für die frühen Entwicklungen diente zunächst die Modelle der französischen FT-Serie und die großen britischen Rhomboid-Panzer.
In den Folgejahren kamen mit der Entwicklung von leistungsfähigeren Motoren die Gedanken an Schlachtschiffe auf dem Land auf. Deshalb folgten verschiedene Nationen der Ideen übergroßer Mehrturmpanzer. Das sowjetische Militär und auch die Militärs anderer Länder sammelten in den Gesprächen mit Rüstungsfirmen, wie der britischen Vickers, Ideen für die eigenen Entwicklungsarbeit. Diese wurde auch durch die geheime Zusammenarbeit mit der deutschen Reichswehr beeinflusst. Die zu dieser Zeit gewonnenen Erkenntnisse lassen sich an der Entwicklung sowjetischer Panzertypen, deren Einführung und den Schlussfolgerungen aus deren Erprobung und deren Einsatz erkennen. Der T-28 ist ein gutes Beispiel eines Panzertypen in einer Übergangsphase der Panzerentwicklung hin zum heutigen, typischen Hauptkampfpanzer mit einem einzelnen Gefechtsturm.

## Entwicklung

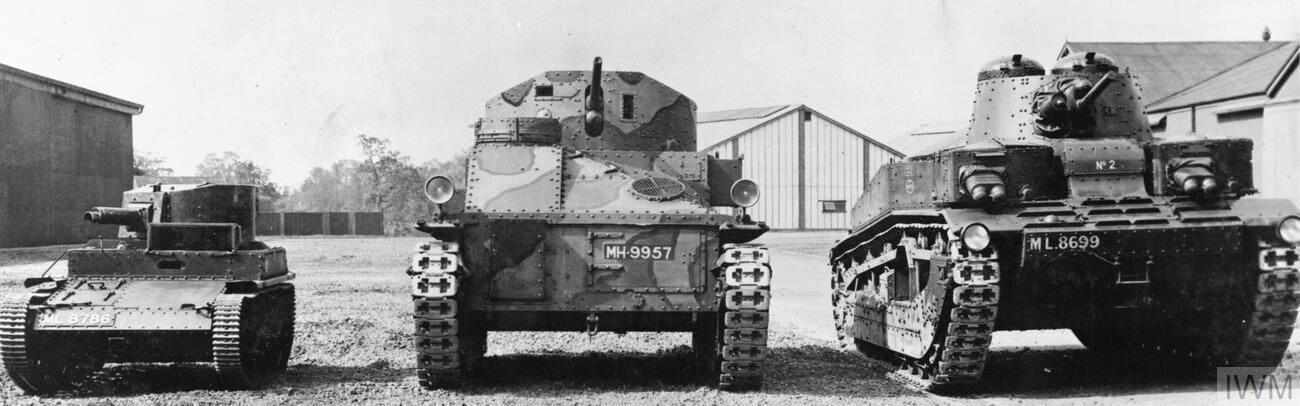
RECHTS:Vickers A6

### Ursprung des Konzepts
Im Jahr 1929 wurde eine Kommission von sowjetischen Ingenieuren und Militärs damit beauftragt für die Sowjetunion die modernsten Panzerfahrzeuge der westlichen Industrieländer zu erwerben und diese für Studienzwecke der eigenen Ingenieure zu nutzen. Basierend auf den Erkenntnissen war der Aufbau eigener Panzerproduktionsstätten geplant.
Zu den Modellen mit denen sich die Kommission näher beschäftigte, gehörte ein Entwurf von Vickers, der Vickers A6 auch Vickers 16 ton Tank genannt. Eine sowjetische Delegation unter Leitung des Ingenieurs Semjon Alexandrowitsch Ginzburg.
Bei Vickers war man sich des Risikos bewusst und ahnte, dass der Verkauf eines Fahrzeugs zum Nachbau ohne jegliche Berücksichtigung von Patenten führen würde und man schlug eine vertragliche Regelung mit einer Pauschalzahlung für die Entwicklungsarbeit (20.000 brit. Pfund), sowie den Kauf von 10 Fahrzeugen ohne Bewaffnung (zu je 16.000 brit. Pfund) vor. Zusätzlich sollten auch Carden-Loyd-Panzer Mk VI und dem Vickers Mk E gekauft werden. Die sowjetische Kommission hatte jedoch nicht die finanziellen Möglichkeiten für ein solches Geschäft.
Der intensive Austausch mit Vickers über dieses Modell hatte jedoch zur Überzeugung geführt, dass dieses Modell den Bedürfnissen der sowjetischen Streitkräfte im Hinblick auf einen mittleren Panzer entsprach und basierend auf den Ideen von Vickers wurde die Entwicklung des T-28 begonnen.

### Entwurfsarbeit
Die Entwicklungsarbeit am geplanten neuen Panzertypen wurde zwei Institutionen übertragen. Zum einen der Fakultät für Motorisierung und Mechanisierung der Militärtechnischen-Akademie F.E. Dzierzynski (benannt nach dem Gründer der Tscheka) und im Weiteren einem am 28. Januar 1931 gegründeten Konstruktionsbüros für Panzer und Traktoren des BOAO (Allrussischer Autonomer Kreis). Beide Institutionen legten im Juli 1931 einen Entwurf vor. Favorisiert wurde durch die Leitung des Direktorats für Motorisierung und Mechanisierung der BOAO - Entwurf. Erstellt wurde dieser nun als T-28 bezeichnete Entwurf, vom Ingenieur S. Ginzburg, seinem Stellvertreter V. Zaslavsky und den Konstrukteuren O. Ivanov und A. Gakkel. Im Entwurf waren die Erkenntnisse zum und die Rahmendaten des Vickers A6 sowie viele Erfahrungen aus den Beobachtungen der deutschen Entwicklungstätigkeit im Testgelände bei Kasan eingeflossen. Auch die kurz zuvor gemachten Erfahrungen mit dem Tank Grote fanden Berücksichtigung.
So wurde festgelegt, dass der Panzer der Konzeption des A6 folgend ein Einsatzgewicht von ca. 16 Tonnen haben sollte. Dabei waren ein Hauptturm mit einer 47-mm-Kanone vor der Fahrzeugmitte und zwei Maschinengewehrtürme in der Fahrzeugfront zu platzieren. Eine Panzerung von 20 mm an der Front, von 16 bis 17 mm an den Seiten, 10 mm auf den horizontalen Flächen und 8 mm für die Bodenplatten wurde als ausreichend erachtet. Es sollten möglichst viele Komponenten von den bereits in Produktion genommenen Typen BT-2 und T-26 genutzt werden.

### Entwicklungsarbeit
Die Ausarbeitung des Entwurfs zu Ausführungszeichnungen und der Bau von zwei Prototypen wurde am 28. September 1931 von der Direktion für Motorisierung und Mechanisierung beim Konstruktionsbüro für Panzer und Traktoren in Auftrag gegeben. Das Datum für die Fertigstellung, der 1. Mai 1932, reichte nur für die Herstellung eines Prototypen aus ungepanzertem Stahl, der am 2. Mai 1932 das erste Mal auf dem Hof der Fertigungsstätte mit eigner Kraft fahren konnte. Angetrieben von einem wassergekühlten V12-Flugzeugmotor M-17, der aus dem deutschen BMW VI entwickelt worden war und bewaffnet mit einer 37-mm-PS-2-Kanone, entsprach der Prototyp nicht vollständig dem Entwurf. Am 11. Juni 1932 wurde der Prototyp der Direktion für Motorisierung und Mechanisierung der Roten Armee vorgeführt. In Summe war die Bewertung positiv, doch wurde der Einbau des noch in Entwicklung befindlichen PGE-Dieselmotors und einer 76-mm-PS-3-Kanone durch die anwesenden Militärs verlangt.
Von August bis September 1932 wurde für den zweiten Prototyp der Entwurf vollständig überarbeitet. Doch es kam nicht zum Einbau des Dieselmotors, da dieser keine ausreichende Leistungsfähigkeit erreichte. Ende Oktober 1932 entschied der Rat für Arbeit und Verteidigung allerdings, das nunmehrige Modell (Entwurf 2. Prototyp) in Serie produzieren zu lassen.

## Produktion

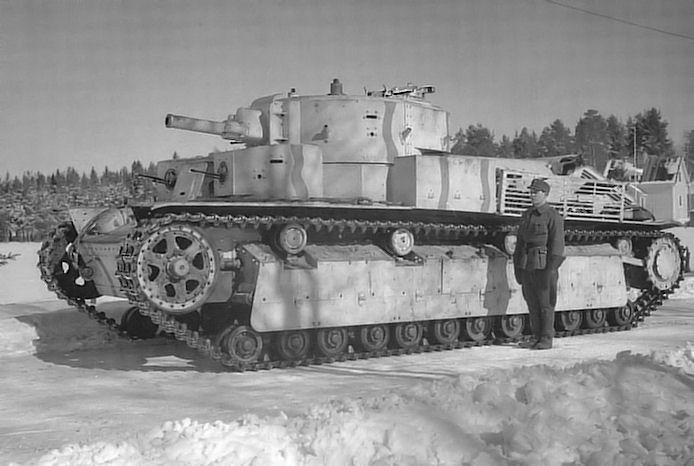
Gut erkennbarer Größenvergleich eines T-28

Die erste Produktionsserie von zehn Fahrzeugen wurde im Oktober 1932 begonnen. Zwischen 1933 und 1940 wurden im Kirowwerk in Leningrad in Summe 503 Fahrzeuge dieses mittleren Panzers gefertigt.
- T-28 Modell 1933 (41 Stück)
- T-28 Modell 1934 (266 Stück)
- T-28 Modell 1938 (131 Stück)
- T-28 E (Ekranami: Schürzen, d. h. mit zusätzlicher Abstandspanzerung) (111 Stück)
- T-28 Modell 1940 (12 Stück)

Wie auch der T-35 erhielt im Jahre 1940 die letzte Produktionsserie von zwölf T-28 konische Türme.

## Technische Beschreibung

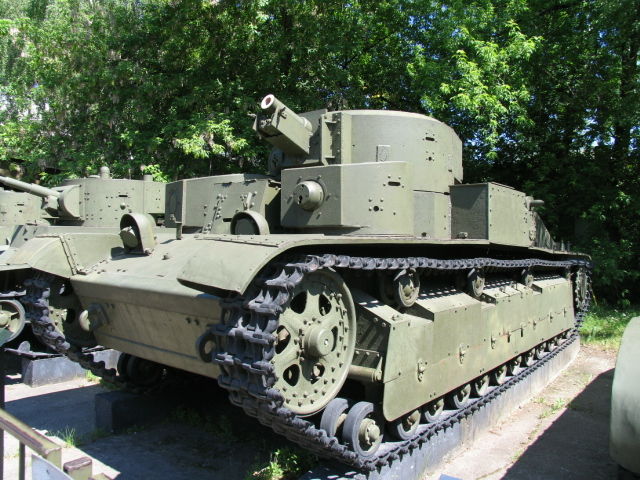
T-28 in Moskau

Der T-28 hatte zwei MG-Türme und einen Hauptturm mit einer 76,2-mm-Kanone. In der Standardversion des T-28 wurden die gleichen zylindrischen Türme verwendet wie bei den zeitgleich gebauten T-35. 1938 wurden verschiedene Verbesserungen an der Konstruktion vorgenommen. Der T-28 wurde in dieser Form bis 1940 produziert.
Die Panzerung verteilte sich wie folgt:
- Wannenpanzerung: Front 30 mm, Seiten 20 mm, Heck 20 mm
- Turmpanzerung: Front 20 mm, Seiten 20 mm, Heck 20 mm

Die sechsköpfige Besatzung bestand aus Kommandant, zwei Funkern (gleichzeitig MG-Schützen), Fahrer, Richtschütze und Ladeschütze.

## Einsatz

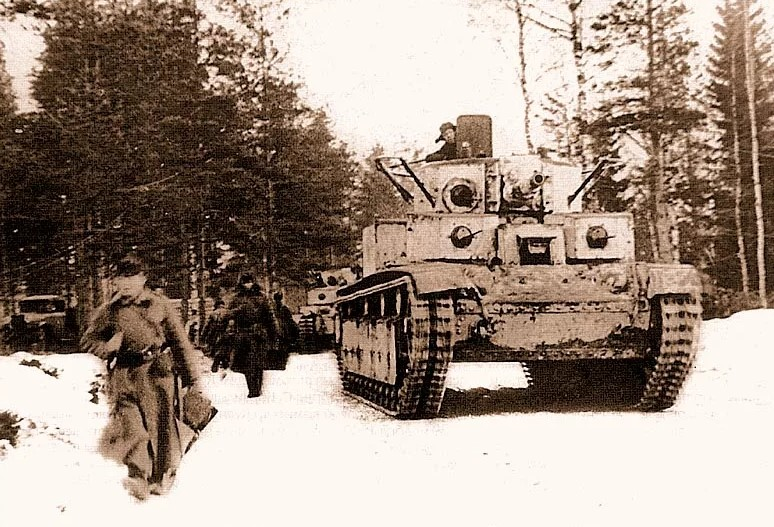
Früher T-28 im Wintereinsatz

Die Grundidee eines Durchbruchspanzer ist der Angriff auf feindliche Stellungen, wobei als Gegner mit feindlichen Geschützen und feindlicher Infanterie zu rechnen ist. Nach dem Ende des Ersten Weltkriegs war dieses Szenario in den Köpfen vieler hochrangiger Militärs gefestigt und aus dieser Sicht wurden Entwicklungsaufträge vergeben.
Ab 1933 gehörten T-28 zur Ausrüstung der Schweren Panzerbrigaden der Roten Armee. Diese Verbände wurden 1936 in die taktische Reserve des Oberkommandos der Roten Armee genommen. Im Rahmen einer Panzerbrigade waren T-28 an dem sowjetischen Überfall auf Polen 1939 beteiligt. Als die Sowjetunion im November 1939 Finnland angriff und es zum Winterkrieg kam, mussten sich die T-28 erstmals einem sich hartnäckig verteidigenden Gegner stellen, wodurch offensichtlich wurde, dass die Panzerung der Fahrzeuge nicht ausreichend war. Nach den größeren Verlusten im Finnland-Krieg wurden allerdings Zusatzpanzerungen an den vorhandenen T-28 angebracht. Diese Umbauten erhielten die Bezeichnung T-28E.
Schon zuvor hatte die sowjetische Rüstung begonnen an einem Nachfolger für die leichteren Panzertypen zu arbeiten, diese entwickelten sich mit verbessertem Panzerschutz und stärkerer Bewaffnung jedoch zwangsläufig in die Klasse der mittleren Panzer hinein, so dass es zu keinen größeren Bemühungen kam, den T-28 über längere Zeit einsatzbereit zu halten oder grundsätzlich weiterzuentwickeln. Weiterentwicklungen unter Verwendung des Christie-Laufwerkes mit der Bezeichnung T-29 wurden eingestellt.

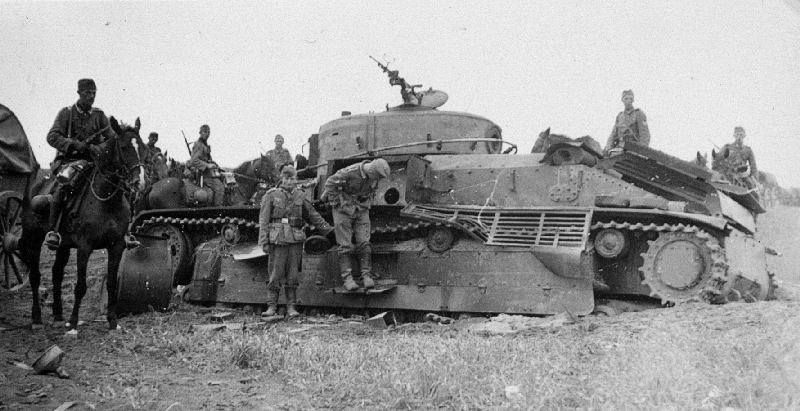
Zerstörter T-28 zu Beginn des Deutsch-Sowjetischen Krieges bei Kaunas (Ende Juni 1941)

Bei Ausbruch des Zweiten Weltkrieges war der T-28 aufgrund der vorhandenen Zahl und seiner Bewaffnung noch immer der wichtigste mittlere sowjetische Panzer. Durch seine verhältnismäßig schwache Panzerung war er den Anforderungen jedoch kaum gewachsen. Doch da die als Ersatz vorgesehenen T-34 erst in geringer Stückzahl verfügbar waren, bildeten diese Panzer einen Großteil der Ausrüstung der Panzerbrigaden der sowjetischen Armeekorps. Viele gingen im Einsatz gegen die Wehrmacht verloren und im Jahr 1944 wurde letztmals eine mit T-28 ausgerüstete Einheit eingesetzt.

## Varianten

### T-28 E
Verstärkter T-28 mit Zusatzpanzerung. Umbaufahrzeuge nach dem Krieg in Finnland.

### T-29
Potentieller Nachfolger des T-28 unter Verwendung vieler Baugruppen. Mit 3 Prototypen produziert
- T-29-4
- T-29-5
- T-29 „Standard“

### SU-8
Prototyp einer Flugabwehr-Selbstfahrlafette mit 76-mm-Flak Mod. 1931

### SU-14
Artillerieselbstfahrlafette für 203-mm-Haubitze B-4 bzw. (SU-14-1) 152-mm-Marinehaubitze B-10

### IT-28
Der IT-28 war eine Ausführung als Brückenlegepanzer. Entworfen in den Jahren 1936 bis 1940. Ein Prototyp wurde im Frühjahr 1940 auf dem Fahrgestell Nr. 1638 des T-28 realisiert und erprobt.

### Objekt 112
Projektierter Panzer als Weiterentwicklung des T-28 mit Bauteilen des T-35
Weiterhin wurden Versuche als Panzermörser mit dem 152-mm-Mörser Mod. 1931 (NM), als Selbstfahrlafette für das 152-mm-Marinegeschütz B-10 und als Minensuchpanzer mit ultrahohem elektromagnetischem Feld durchgeführt.

## Panzerkampfwagen T-28 746 (r)
Bei der Wehrmacht wurde der T-28 in der Loseblattsammlung Kennblätter fremden Geräts unter der Bezeichnung Panzerkampfwagen T 28-746 (r) oder Panzerkampfwagen T 28 „V“ 748 (r) geführt.

## T-28 ”Postijuna”
Als die Sowjetunion Finnland am 30. November 1939 angriff (Winterkrieg), gehörten die T-28 in größerer Anzahl zur Ausrüstung der eingesetzten Verbände. Nach Statistiken der Roten Armee sollen während des Winterkrieges 97 dieser Panzer in Finnland zerstört worden sein. Zwei Fahrzeuge sollen den finnischen Streitkräften einsatzfähig in die Hände gefallen sein.
Der Begriff „Postijuna“ (Postzug) entstammt der Legende, dass in einem der Panzer gefüllte, sowjetische Feldpostsäcke gefunden worden sein sollen. Gleichzeitig erinnerte das lange Fahrwerk mit den vielen Rädern, einige der finnischen Soldaten, die sicher teilweise aus ländlicheren Gegenden kamen, wohl an einen Eisenbahnzug.
Während des Fortsetzungskrieges erbeuteten finnische Streitkräfte weitere fünf dieser Fahrzeuge.